# Hnutí sionistické mládeže

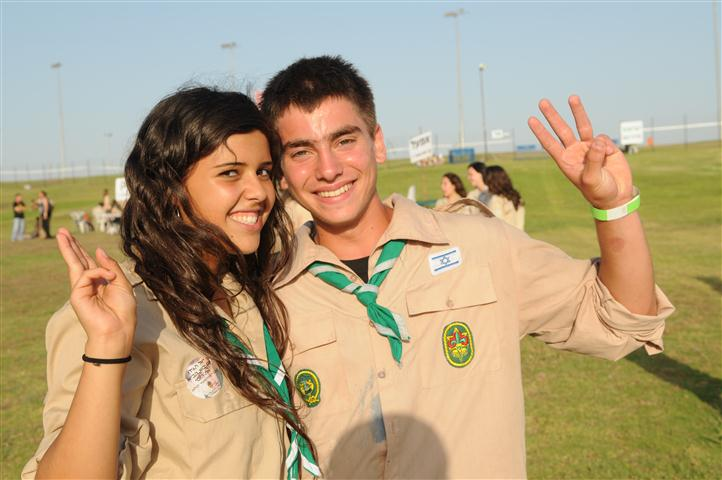
Dva členové sionistického hnutí

Hnutí židovské mládeže nebo Hnutí sionistické mládeže (hebrejsky תנועות הנוער היהודיות הציוניות) je židovská organizace zaměřená na práci s dětmi a mládeží v Izraeli. 

## Činnost
Činnost hnutí zahrnuje sociální a vzdělávací činnost založenou na ideách moderního sionismu, tak jak je v současné době prezentován v Izraeli. 

## Historie
Většina z národních odnoží hnutí vznikla v Evropě na počátku 20. století, tedy ještě před založením státu Izrael. Nejstarší z nich je Blau-Weiss, založená v roce 1912 v Německu a o rok později vznikly také odnože ve Vídni a Praze i v dalších zemích Střední Evropy. .